# (551) Ortrud
(551) Ortrud es un asteroide perteneciente al cinturón de asteroides descubierto el 16 de noviembre de 1904 por Maximilian Franz Wolf desde el observatorio de Heidelberg-Königstuhl, Alemania.
Está nombrado en honor de la esposa de Frederick of Telramund.